# Furius Dionysius Filocalus
Furius Dionysius Filocalus (auch Philocalus) war ein römischer Kalligraph. Er lebte im 4. Jahrhundert.
Ihm wird von einigen Forschern die Erfindung des monumentalen Majuskelalphabets der spätlateinischen Inschriften zugeschrieben. Im Auftrag von Papst Damasus I. gestaltete er die als Epigrammata Damasiana bekannten, von Damasus verfassten Grabinschriften der römischen Märtyrer und Päpste. Auf dem Epitaph für den Märtyrer Eusebius bezeichnete er sich als Bewunderer und Freund von Damasus. Daraus wird geschlossen, dass er eine bedeutende Person, wenn nicht gar christlicher Aristokrat war. Sein frühestes und aus heutiger Sicht bedeutendstes Werk ist der Chronograph von 354, den er für den reichen christlichen Aristokraten Valentinus anfertigte. In diesem Werk sind die frühesten ganzseitigen Illustrationen der westlichen Kunstgeschichte zu finden. Es ist der einzige erhaltene vollständige römische Kalender aus dem 4. Jahrhundert.